# Dmitrij Michajlovič Požarskij

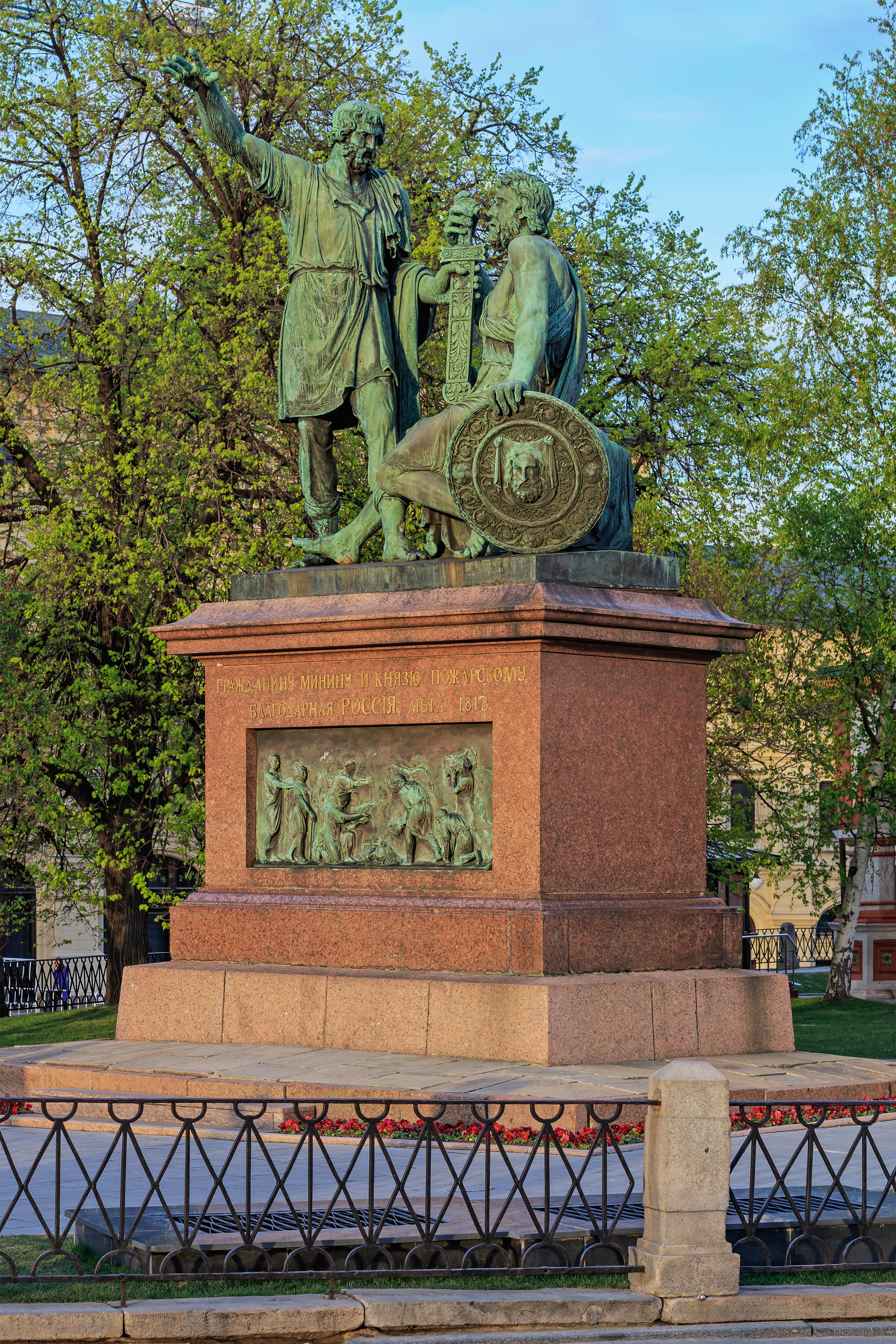
Monumento a Minin e Požarskij a Mosca.

Dmitrij Michajlovič Požarskij (in russo Дмитрий Михайлович Пожарский?; 17 ottobre 1577 – Mosca, 30 aprile 1642) è stato un militare russo.

## Biografia
I primi cenni biografici di Požarskij risalgono al 1598, quando prese parte allo zemskij sobor che elesse zar Boris Godunov. Vicino alla casa regnante, fu nominato stolnik. Con lo scoppio della guerra polacco-moscovita Požarskij prese parte alla difesa di Kolomna nel 1608 e aiutò Basilio IV durante l'assedio di Mosca nel 1609. In quello stesso anno sbaragliò i cosacchi ribelli di Ivan Bolotnikov sul fiume Pekhorka. Nel 1610 Pozharsky comandò la difesa di Zarajsk contro le forze del falso Dimitri II.
Prese parte all'insurrezione di Mosca contro le truppe d'occupazione contro i polacchi rimanendo ferito il 19 marzo mentre difendeva la sua casa in piazza Lubjanka. Fu trasportato da alcuni suoi sodali nel monastero della Trinità di San Sergio dove ricevette cure mediche e passò la convalescenza.
Nella seconda fase della guerra contro i polacco-lituani Požarskij fu messo a capo di un esercito di volontari la cui costituzione era stata promossa dal patriarca Ermogene ed era stata finanziato dai cittadini di Niznij Novgorod. Volle come suo tesoriere e quartiermastro  Kuz'ma Minin, referente dei mercanti di Niznij Novgorod. Questa forza armata funse de facto da braccio armato dello stato moscovita. Nel settembre 1612 Požarskij guidò i suoi uomini verso Mosca, allora tenuta dalle truppe polacche di Jan Karol Chodkiewicz. Dopo quattro giorni di battaglia tra il 21 e il 24 agosto 1612 i polacchi si rinchiusero in città. Dopo un lungo assedio la guarnigione polacca asserragliata nel Cremlino si arrese per fame nell'autunno 1612.
L'anno seguente, Požarskij contribuì all'ascesa al trono della dinastia dei Romanov, evento che pose termine al periodo dei torbidi.

## Omaggi
Nella piazza Rossa di Mosca, è stato costruito nel 1818 il monumento a Minin e Požarskij.